# آلفرد شرودر
آلفرد شرودر (هلندی: Alfred Schreuder؛ زادهٔ ۲ نوامبر ۱۹۷۲) بازیکن سابق و سرمربی کنونی فوتبال اهل هلند است.
از باشگاه‌هایی که در آن بازی کرده‌است می‌توان به فاینورد، والویک، ناک بردا، توئنته و ویتس‌آرنهم اشاره کرد.